# Francesco Solari

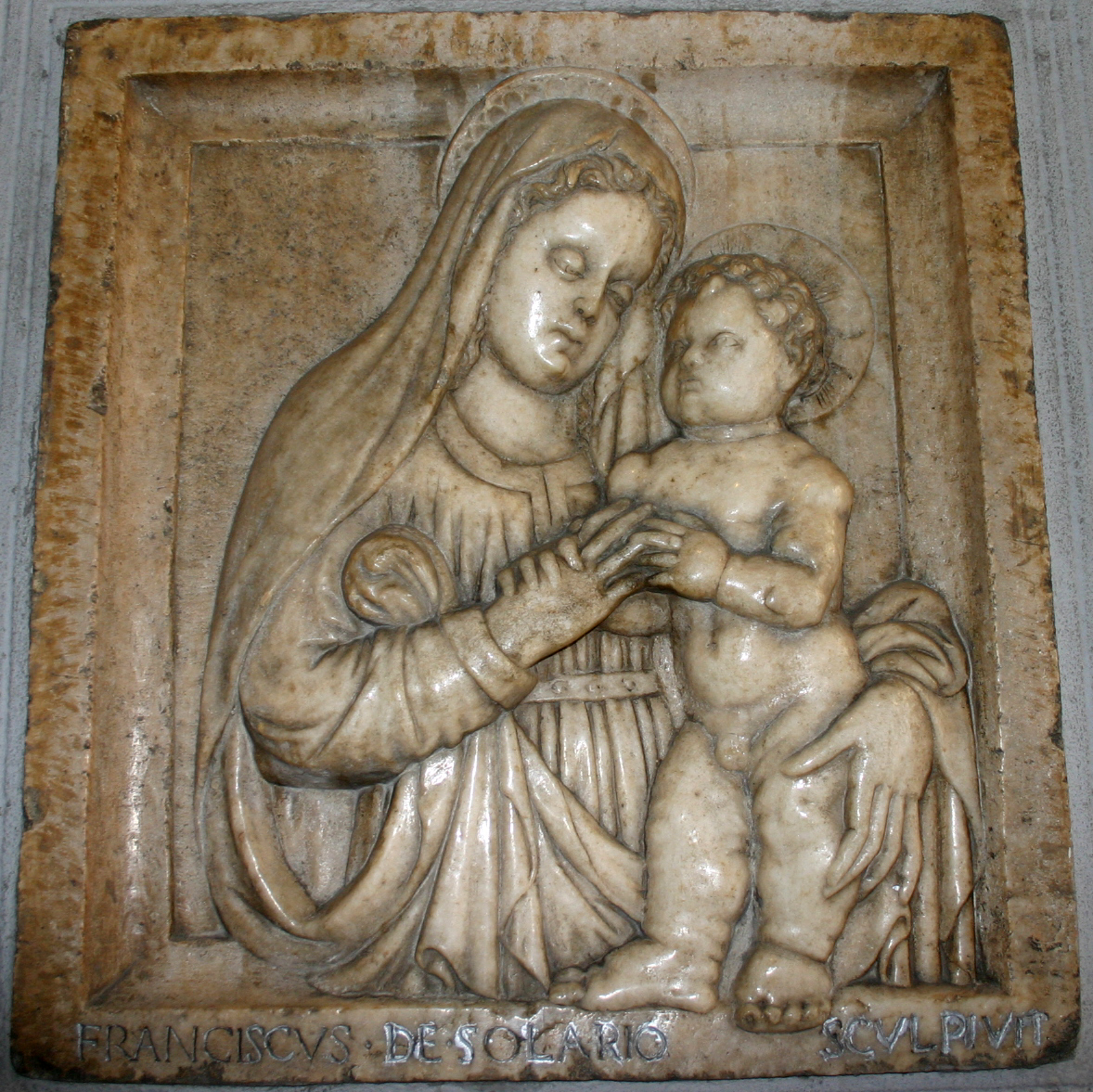
Madonna mit Kind, Kirche Sant’Angelo, Mailand.

Francesco Solari (* um 1415 in Carona; † 31. Juli 1469 in Mailand) war ein italienisch-schweizerischer Bildhauer, Ingenieur und Architekt der Renaissance.

## Biographie
Francesco Solari war Sohn des Giovanni und Bruder des Guiniforte. Er arbeitete gegen 1460 mit seinem Bruder Guiniforte an den Terrakotten des kleinen Kreuzganges der Certosa di Pavia. 1464 wurde er Ingenieur der Gemeinde Mailand. Von 1466 bis 1467 war er am Ospedale Maggiore von Mailand tätig. Als Bildhauer schuf er die Madonna mit Kind in der Kirche Sant’Angelo in Mailand. 
Francesco Soari war zudem der Lehrmeister von Giovanni Antonio Amadeo, der 1476 Guinifortes Tochter Maddalena heiratete. Ab 1459 bzw. ab 1464 hatte er das Amt eines herzoglichen Ingenieurs inne und half auf den väterlichen Baustellen mit, auf denen sie neue Bauweisen der Renaissance mit der lombardischen Tradition des Mittelalters verknüpften.